# Peter de Spina III
Peter de Spina III (Aquisgrana, 4 gennaio 1592 – Francoforte sul Meno, 23 marzo 1655) è stato un medico tedesco.
Noto anche col nome latino di Petrus de Spina, fu un medico e professore di medicina presso l'Università di Heidelberg nonché archiatra di diverse famiglie principesche tedesche.

## Biografia
La famiglia de Spina era originaria dei Paesi Bassi spagnoli e nello specifico Peter de Spina III era figlio di Peter de Spina II (1563-1622), medico e anch'egli professore di medicina ad Heidelberg nonché medico personale dell'elettore Federico IV del Palatinato.
Come suo nonno Peter de Spina I e suo padre, anche Peter de Spina III intraprese gli studi di medicina frequentando le università di Parigi, Padova e Basilea, università quest'ultima dove conseguì il dottorato nel 1615, intraprendendo la carriera come professore universitario a Heidelberg dal 1620. Contribuì in questi anni a salvare i preziosi archivi dell'Università di Heilbronn prima che Heidelberg fosse presa dal comandante Tilly nel 1622 nell'ambito della Guerra dei Trent'anni. L'archivio da Heilbronn venne trasferito a Francoforte e quindi a Frankenthal, custodito personalmente da Peter de Spina III sino al 1651 quando tornò all'elettore. 
Prima della guerra, inoltre, Peter de Spina III era stato anche protomedico del langravio Giorgio II d'Assia-Darmstadt, ma durante l'occupazione svedese del 1633-1635 tornò ad Heidelberg. Dopo il 1635, infine, si stabilì a Francoforte come "Physicus Primarius" locale.
Peter de Spina III era considerato uno dei più prestigiosi medici del suo tempo e tra i suoi pazienti più celebri vi furono Federico V del Palatinato (ex re di Boemia in esilio) ed il conte Johann Ernst von Hanau-Münzenberg-Blackrock, ultimo della sua dinastia.
Nel 1641 l'imperatore Ferdinando III gli concesse una patente di nobiltà.

## Matrimonio e figli
Peter de Spina III sposò Susanne Catharina Cornet dalla quale ebbe diversi figli. Il primogenito, Peter de Spina IV (1630-1689), fu anch'egli un rispettato medio della sua epoca, così come suo nipote Peter de Spina V (1661-1741) che ottenne il titolo di barone. Un altro dei figli di Peter de Spina III, Johann de Spina (1642-1689), fu un professore di legge.